# Säfsnäs landskommun
Säfsnäs landskommun var en kommun i södra Dalarna i dåvarande Kopparbergs län med Fredriksberg som centralort.

## Administrativ historik
Kommunen bildades i Säfsnäs socken i Dalarna när 1862 års kommunalförordningar trädde i kraft år 1863. Vid kommunreformen 1971 slogs den samman med de tidigare kommunerna Grangärde landskommun och Ludvika stad för att bilda nuvarande Ludvika kommun.

### Kyrklig tillhörighet
I kyrkligt hänseende tillhörde kommunen Säfsnäs församling.

## Kommunvapen
Säfsnäs kommunvapen fastställdes av Kungl. Maj:t den 22 juni 1945 med följande blasonering: Kluven av svart, vari en framifrån sedd räckhammare av guld med svart skafthål, och guld, vari en svart smidestång.
Från 1721 hade järnbruksverksamhet tagits upp i trakten, vilket på grund av avsaknad av sigill eller andra äldre symboler för socknen fick avspeglas i vapnet.

## Geografi
Säfsnäs landskommun omfattade den 1 januari 1952 en areal av 603,80 km², varav 569,90 km² land.

### Tätorter i kommunen 1960
I Säfsnäs kommun fanns tätorten Fredriksberg, som hade 1 444 invånare den 1 november 1960. Tätortsgraden i kommunen var då 54,3 procent.

## Politik

### Mandatfördelning i valen 1938-1966
| 19 | 3 | 3 |

| 25 |

| 23 | 2 |

| 24 |

| 23 | 2 |

| 23 |

| 21 | 4 |

| 23 |

| 21 | 4 |

| 23 |

| 16 | 9 |

| 23 |

| 19 | 5 |  |

| 22 |

| 19 | 3 | 3 |

| 22 |